# Colostygia scabraria
Colostygia scabraria är en fjärilsart som beskrevs av Jacob Hübner 1825. Colostygia scabraria ingår i släktet Colostygia och familjen mätare. Inga underarter finns listade i Catalogue of Life.